# Sebastiano Ziani
Sebastiano Ziani (Venezia, 1102 circa – Venezia, 12 aprile 1178) è stato un mercante, politico e diplomatico italiano, 39º doge della Repubblica di Venezia dal 1172 al 1178.

## Biografia
Non sono noti i nomi dei genitori, anche se una tradizione non dimostrabile sosteneva che fosse figlio di un Marino di Pietro. Dimorava nel palazzo di famiglia localizzato nella parrocchia di Santa Giustina.
La prima notizia sul suo conto è del 1138, quando sottoscrisse, con altre personalità di spicco, un documento per il doge Pietro Polani; il suo nome si trova al quarto posto, dopo quelli di tre iudices e prima di altri sessanta.
Dal 1146 è attestato nei documenti con sempre maggior frequenza. Da essi risulta che avesse investito grandi quantità di denaro in imprese commerciali e che svolgesse in prima persona l'attività di mercante, recandosi più volte a Costantinopoli e frequentando il mercato di Rialto per trattare merci di valore.
Esordì in politica nel 1150, quando il doge Domenico Morosini lo nominò ambasciatore a Costantinopoli. Tra il 1156 e il 1165, essendo doge Vitale II Michiel, sottoscrisse numerosi atti in qualità di iudex, spesso subito dopo la firma del doge. Nel 1166, come componente di un consiglio di iudices e sapientes, avallò - dopo il Michiel e il patriarca di Grado Enrico Dandolo - un privilegio per l'isola di Arbe. Nel 1168 sedeva in Minor Consiglio e nel 1170, con Orio Mastropiero, fu nuovamente in missione a Costantinopoli, in un momento di tensione tra veneziani e bizantini.
La carriera politica non gli impedì di proseguire i suoi interessi personali: advocator dell'importante monastero di Brondolo nel 1157, continuò a dedicarsi ai commerci e nel 1164, con il già citato Mastropiero, garantì un prestito al Comune in cambio della riscossione per undici anni dei redditi pubblici derivanti dal mercato di Rialto. Spesso nelle attività mercantili si avvalse della collaborazione di membri della sua famiglia: così nel 1147 si trovava a Costantinopoli assieme a Leo ed Enrico Ziani, nel 1155-56 era nella capitale bizantina il figlio Filippo (in rapporti con il famoso mercante Romano Mairano), mentre nel 1158 fu la volta del fratello Stefano. Questi fortunati investimenti, il cui ricavato servì all'acquisizione di proprietà fondiarie e immobiliari a Venezia e nel Dogado, resero lo Ziani il più ricco uomo di Venezia.

### Dogato
Al culmine della carriera politica e imprenditoriale, lo Ziani divenne doge il 29 settembre 1172.
Fu il primo ad essere eletto (da un collegio di undici componenti) e non nominato per acclamazione. Questa scelta fu dettata dagli eventi di quattro mesi prima, quando fu assassinato il doge Michiel, travolto dal malcontento del ceto mercantile: dopo una disastrosa spedizione contro Bisanzio, i veneziani presenti nell'Impero furono arrestati e i loro beni confiscati, causando la rovina dei piccoli commercianti.
Alcuni storici hanno interpretato l'avvicendamento Michiel-Ziani come una sconfitta delle vecchie famiglie e una vittoria della fazione popolare formata dai nuovi ricchi. In realtà lo Ziani, pur appartenendo a una casata di recente affermazione, non era certamente un "uomo nuovo", poiché da anni rappresentava una figura politica di primo piano, nonché uno dei principali collaboratori del predecessore. E infatti durante il suo governo la classe dirigente rimase sostanzialmente la medesima.
Lo Ziani, però, abbandonò la politica aggressiva del Michiel per cui, non essendo in grado di affrontare i rivali con le armi, si affidò alla diplomazia. Pur mantenendo Venezia nella Lega Lombarda, promosse relazioni con Federico I Barbarossa e lo appoggiò durante l'assedio di Ancona (1173); concluse dei trattati con il Comune di Pisa e con Guglielmo II di Sicilia (1175); rinnovò l'antico Pactum con il Sacro Romano Impero, ottenendo in aggiunta la totale esenzione delle tasse per i commerci veneziani entro i suoi confini (maggio 1177). Quest'ultima clausola fu ottenuta durante la cosiddetta Pace di Venezia che, all'indomani della battaglia di Legnano, vide riuniti papa Alessandro III, Federico I, i rappresentanti dei Comuni e una delegazione dei normanni di Sicilia. 
L'ultimo successo diplomatico fu il trattato con la Repubblica di Genova, stipulato a Cremona il 20 ottobre 1177, che pacificò le due potenze marinare per diversi decenni.
Non riuscì, invece, a distendere le relazioni con i Bizantini, nonostante il continuo scambio di delegazioni da entrambe le parti. L'obiettivo fu però concluso dal suo successore Mastropiero, con cui aveva già collaborato durante la missione del 1170.
Avvertendo la morte imminente, il 9 aprile 1178 decise di ritirarsi nel monastero di San Giorgio Maggiore, dove morì tre giorni dopo. Fu inumato nello stesso luogo, in un sepolcro da lui commissionato che è andato distrutto durante la ricostruzione del complesso nel XVI secolo.

### Discendenza
Si era sposato in prime nozze con una donna di cui non è noto il nome, dalla quale ebbe Filippo che, come si è visto, è attestato a Costantinopoli per un paio di volte negli anni cinquanta prima di scomparire dalla documentazione. Rimasto vedovo attorno alla metà del secolo, contrasse matrimonio con una certa Froyza che gli diede altri tre figli: Pietro, futuro doge, Giacomo, variamente attestato assieme al fratello fino al 1192 (ma morì prematuramente e fu anch'egli sepolto a San Giorgio), e Mabiliota, che risulta già morta nel 1205.